# Cribrospirella
Cribrospirella es un género de foraminífero bentónico considerado un sinónimo posterior de Lituola de la subfamilia Lituolinae, de la familia Lituolidae, de la superfamilia Lituoloidea, del suborden Lituolina y del orden Lituolida. Su especie tipo era Lituola difformis. Su rango cronoestratigráfico abarcaba el Cretácico superior.

## Discusión
Clasificaciones previas incluían Cribrospirella en el suborden Textulariina del orden Textulariida, o en el orden Lituolida sin diferenciar el suborden Lituolina.

## Clasificación
Cribrospirella incluye a la siguiente especie:
- Cribrospirella difformis †